# Francisco Cavero Vas
Pour les articles homonymes, voir Cavero et Vas.
Cavero  Vas est un nom espagnol. Le premier nom de famille, en général paternel, est Cavero ; le second, en général maternel, souvent omis, est Vas.
Francisco Cavero Vas, également connu sous son surnom Le Chauffeur de Candranc (en espagnol : El Taxista de Canfranc), né le 3 décembre 1895 à Canfranc, en Aragon, et mort à Sare dans les Basses-Pyrénées (aujourd'hui Pyrénées-Atlantiques) le 23 octobre 1944, est un militaire républicain espagnol engagé dans l'Armée populaire de la République, guérillero et résistant en France pendant la Seconde Guerre mondiale, notamment dans les Pyrénées.

## Biographie

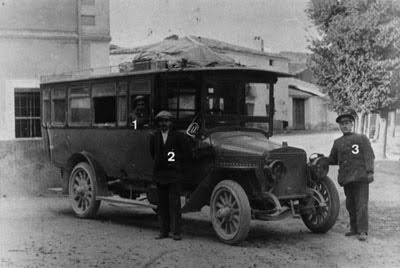
Francisco Cavero, avec l'un des bus qu'il conduisait.

Lorsque la guerre d'Espagne éclate en 1936, il s'engage dans les forces républicaines. Il sert en tant que lieutenant, puis capitaine, de la 72e brigade mixte et la 43e division de l'Armée populaire de la République entre décembre 1936 et avril 1939. Il est alors connu sous le surnom du Chauffeur de Canfranc.
Lors de la prise de pouvoir par la force des nationalistes en 1939, il rejoint le maquis et la résistance intérieure française dans la partie occidentale des Pyrénées.
Il est alors commandant et chef d'état-major de la 10e brigade de guérrilleros espagnols entre juin et octobre 1944, une unité de résistants formés par les exilés et les FFI.
Sa zone d'action a pour base le col de Marie-Blanque, d'où il lance les opérations de résistance.

## Postérité
Durant la nuit du 23 octobre 1944, un groupe de nationalistes fait une incursion dans le territoire français, alors administré par le régime de Vichy, et assassine Francisco Cavero dans le village de Sare.
Il est inhumé dans le village français de Moumour, dans le Béarn.